# ダイアナ (ポール・アンカの曲)
「ダイアナ」(Diana) は、1957年にポール・アンカが作詞作曲し、自ら歌って有名にした楽曲で、1957年5月にニューヨークのドン・コスタのスタジオで録音された。 
その後、RCAレコードと契約した後、アンカは「ダイアナ」など数多くのヒット曲を1963年に再録音した。これらのバージョンは、イタリアでも、特別なLPとして発売された。

## 概要
この曲は、アンカの高校時代の同級生であったダイナ・アユーブ (Diana Ayoub) からヒントを得たともいわれているが、2005年にナショナル・パブリック・ラジオ (NPR) のテリー・グロスが行ったインタビューの中で、アンカは、教会で出会った、ほとんど知らない少女から示唆を受けたと述べている。録音に参加したスタジオ・ミュージシャンの中には、ギターのバッキー・ピザレリ、ピアノのアーヴィング・ウェックスラー (Irving Wexler)、ベースのジェリー・ブルーノ (Jerry Bruno)、ドラムスのパナマ・フランシスらがいた。録音は、1957年5月にRCAのスタジオで行われた。バッキング・ボーカルのひとりは、アーティー・リップ（後のレコード会社重役）であった。
ポール・アンカ自身による1957年のオリジナル盤は『ビルボード』誌の総合チャートであるトップ100では最高2位にとどまったが、「ベスト・セラーズ・イン・ストアズ (Best Sellers In Stores)」チャートで首位となり、のべ900万枚を売り上げたといわれている。「ダイアナ」はR&B・ベスト・セラーのチャートでも首位に立った。また、この曲は全英シングルチャートでも首位となり、イギリスでも125万枚を売り上げた。

## カバー
この曲には、数多くのカバーが存在している。1958年には、アンカ自身がイタリア語のバージョン（題名は英語と同じ「Diana」）を歌ったが、この歌詞を書いたのはマリオ・パンツェリであった。
フランキー・ライモン&ザ・ティーンエイジャーズも、この曲をカバーしている。
1965年、ボビー・ライデルがこの曲をカバーしてシングルとして出し、Billboard Hot 100の98位、『ビルボード』誌の「ミドル・ロード・シングルズ (Middle Road Singles)」のチャートで23位まで上昇した。
リッキー・マーティンは、（スペイン語の歌詞で歌われた1996年の）アンカのアルバム『Amigos』で、この曲をアンカとデュエットした。2006年には、イタリアの著名な歌手、エンターテイナーであるアドリアーノ・チェレンターノとアンカのデュエットが、モゴルことジュリオ・ラペッティ (Giulio Rapetti]) とチェレンターノの共作で新たに書かれたイタリア語の歌詞による「Oh Diana」として発表された。
ブルガリアのバンド、ウィケダは、バルカン半島民謡の要素を盛り込んで、この曲をカバーしており、またホラー・パンクのバンドであるミスフィッツは、アルバム『Project 1950』にこの曲を収録している。
この曲は、インドのヒンディー語映画の映画音楽でも2回カバーされており、いずれも1959年の映画であった。そのひとつは、映画『Dil Deke Dekho』で「Kaun yeh aaya mehfil me」として歌われたもので、音楽担当はウシャ・カンナであった。もうひとつは、映画『Baap Bete』で「Bol bol bol my little dove」として歌われたもので、音楽担当はマダン・マホンであった。いずれの曲も、歌ったのはモハメド・ラフィであった。『Dil Deke Dekho』のバージョンの結末部には、アシャ・ボスレも登場する。

### 日本語による歌唱
「ダイアナ」は、いわゆる「ロカビリー」のブームが起こっていた日本でもヒットし、日本語詞を盛り込んだカバー・バージョンが、いろいろ制作された。渡舟人の日本語詞で山下敬二郎が歌った「ダイアナ」は山下の代表曲とされる。「ダイアナ」は、山下敬二郎の1958年4月のデビュー・シングル「バルコニーに坐って」のB面曲であったが、平尾昌章（のち昌晃）は音羽たかし名義の日本語詞でシングル「ダイアナ」を出し、B面に「バルコニーにすわって」を収録した。平尾によると、平尾昌章盤の「ダイアナ」は、その1か月前に出された山下敬二郎盤の陰に隠れる形となり、あまりヒットしなかったという。
1973年には、ヤング101が『ステージ101』のアルバム『ロッカ・バラード・スペシャル』でホセ・しばさきによる日本語版を取り上げた。
ロックンロール・ミュージック/ヒデキ 1977年に発売された西城秀樹 のカバー・アルバム（LP）に収録。

## チャート
| チャート（1957年）                                 | 最高位 |
| -------------------------------------------------- | ------ |
| オーストラリア ARIAチャート                        | 1      |
| カナダ Canadian Singles Chart                      | 1      |
| イギリス 全英シングルチャート                      | 1      |
| アメリカ合衆国『ビルボード』Billboard Hot 100      | 2      |
| アメリカ合衆国『ビルボード』Best Sellers in Stores | 1      |
| アメリカ合衆国『ビルボード』R&B Singles Chart      | 1      |